# Altitud
|  | Wiktionary har en ordboksartikel om altitud. |

Altitud beskriver höjden över något vanligtvis meter över havet, eller fot över havet. 
Altitud används även inom flyget och anges då i fot, förutom i vissa länder som använder meter (till exempel Ryssland).
Begreppet används även för att precisera en himlakropps höjd över horisonten. Då mäts höjden i grader.

## Källhänvisningar
1. 1 2   altitud i Nationalencyklopedins nätupplaga. Läst 31 januari 2015.